# Zarząd II Sztabu Generalnego Wojska Polskiego
Zarząd II Sztabu Generalnego WP – instytucja wywiadu wojskowego w latach 1951–1990, działająca w ramach struktury Sztabu Generalnego WP. Na mocy ustawy o Instytucie Pamięci Narodowej z 18 grudnia 1998 roku – Komisji Ścigania Zbrodni przeciwko Narodowi Polskiemu (art. 5 ust. 1 pkt 10) Zarząd II Sztabu Generalnego WP jest uznawany za organ bezpieczeństwa państwa.

## Utworzenie i zmiany organizacyjne
15 listopada 1951 rozkazem organizacyjnym numer 0088 Ministra Obrony Narodowej, marszałka Polski Konstantego Rokossowskiego, Oddział II Sztabu Generalnego przekształcono w Zarząd II Sztabu Generalnego Wojska Polskiego, a podstawowe wydziały podniesiono do rangi oddziałów. W chwili reorganizacji kadra liczyła 254 oficerów i 105 pracowników kadrowych. Zakres terytorialny rozpoznania wywiadowczego, obejmującego do tej pory podstawowe kraje ustroju kapitalistycznego, m.in. Stany Zjednoczone, Wielką Brytanię, Republikę Federalną Niemiec, Francję, Holandię, Belgię, oraz Szwajcarię i Austrię, rozszerzono na Norwegię, Hiszpanię, Portugalię, Grecję, Turcję i Izrael.
W 1957 Wydział Ogólny zmienił nazwę na Wydział Ogólnoorganizacyjny, Wydział Gospodarczy przekształcono w Administracyjno-Gospodarczy, a 16 Batalion Rozpoznania Radiopelengacyjnego przemianowano na 16 Batalion Rozpoznania Radiowego.
29 sierpnia 1957 Kursy Specjalne Zarządu II w Śródborowie zostały przeniesione do Warszawy.
28 lutego 1959 utworzono Wydział Operacyjno-Szkoleniowy i podporządkowano mu stacjonującą w Warszawie Jednostkę Wojskową 2000 wraz z Grupą Rezerwową Jednostki Wojskowej 2000.
23 stycznia 1960 dotychczasowe Kursy Specjalne Zarządu II w Warszawie przemianowano na Ośrodek Szkolenia Zarządu II.
5 grudnia 1961 rozformowano Grupę Rezerwową Jednostki Wojskowej 2000.
W związku ze zmianą ustroju politycznego w Polsce na przełomie lat 80 XX w. i 90 XX w. w polskich służbach specjalnych, cywilnych i wojskowych, zaszły generalne zmiany. 27 sierpnia 1990 Zarząd II Sztabu Generalnego WP został połączony z Wojskową Służbą Wewnętrzną w Zarząd II Wywiadu i Kontrwywiadu. Następnie 22 sierpnia 1991 został zastąpiony przez Wojskowe Służby Informacyjne (struktura ds. wywiadu zagranicznego Zarządu II SG WP stała się Zarządem Wywiadu WSI). Pierwszym szefem WSI został gen. Stanisław Żak.
Nowy Zarząd II SG WP wypełnia od tego czasu zadania związane z rozpoznaniem.

## Struktura organizacyjna Zarządu II SG
Struktura Zarządu II Sztabu Generalnego WP często się zmieniała. Było to m.in. rezultatem wielu ucieczek oficerów wywiadu wojskowego za granicę.
Struktura Zarządu II w 1955
W grudniu 1955 struktura Zarządu II przedstawiała się następująco:
- Oddział I – rozpoznania wojskowego (tzw. płytki wywiad) koordynował struktury rozpoznawcze Sił Zbrojnych PRL
- Oddział II (operacyjny) zagraniczny – z wydziałami: brytyjskim, amerykańskim, francuskim, niemieckim, skandynawskim, izraelskim, dalekowschodnim
- Oddział III – przerzutów wojskowych, poza oficjalnymi przejściami granicznymi, zwłaszcza do RFN
- Oddział IV – informacyjny
- Wydział Techniczny – wytwarzał, instalował i obsługiwał urządzenia techniki operacyjnej.
- Wydział Ataszatów Wojskowych – pełnił nadzór nad Ataszatami Wojskowymi PRL w stolicach państw obozu socjalistycznego i utrzymywał oficjalne kontakty z attaché wojskowymi akredytowanymi w Warszawie.
- Wydział Łączności Specjalnej – zapewniał łączność szyfrowaną z rezydenturami i poszczególnymi pracownikami operacyjnymi w terenie.
- Wydział Wojskowy – opracowywał plany mobilizacyjne i organizował działalność wywiadowczą na wypadek wybuchu wojny.
- Wydział Polityczny – prowadził szkolenie ideologiczne.
- Wydział Ogólny – poza Kancelarią i Archiwum, odpowiadał za ochronę budynków.
- Wydział Kadr
- Wydział Finansowy
- Wydział Gospodarczy
- Sekcja Kartoteki Personalnej
- 16 Batalion Rozpoznania Radiopelengacyjnego w Wałczu – odpowiedzialny za wykrywanie i prowadzenie monitoringu łączności radiowej jednostek wojskowych NATO w Europie.
- 19 Samodzielny Batalion Rozpoznawczy – do spraw dywersji na tyłach wojsk NATO w Oleśnicy
- Kurs Specjalny w Śródborowie

Struktura w latach sześćdziesiątych XX w.
- Pion operacyjny
  - Oddział I (agenturalny europejski)
    - Wydział 1 – [kierunek niemiecko-skandynawski (RFN, Berlin Zachodni, Austria, Szwajcaria, Dania, Szwecja, Norwegia, Finlandia)]
    - Wydział 2 – [kierunek romański (Francja, Belgia, Holandia, Luksemburg, Włochy, Portugalia, Algieria, Maroko, Tunezja)]

  - Oddział III (agenturalny pozaeuropejski)
    - Wydział 1 – [kierunek angielsko-bliskowschodni (Wielka Brytania, Turcja, Liban, Zjednoczone Republiki Arabskie, Syria, Irak, Iran, Libia, Grecja, Izrael, kraje afrykańskie)]
    - Wydział 2 – [kierunek amerykański (USA, Kanada, Meksyk, Brazylia, Argentyna, Australia, Japonia, Pakistan, Wietnam Południowy)]

  - Oddział V (operacyjny terenowy – prowadził pracę typowniczo-werbunkową)
    - Wydział 1 „Sopot” – (województwa: gdańskie, olsztyńskie, bydgoskie i białostockie)
    - Wydział 2 „Szczecin” (województwa: szczecińskie, koszalińskie, poznańskie i zielonogórskie)
    - Wydział 3 „Wrocław” – (województwa: katowickie, wrocławskie, opolskie, krakowskie i rzeszowskie)

  - Ośrodek Szkolenia Zarządu II Sztabu Generalnego
  - radiowęzeł
- Pion informacyjny
  - Oddział II (informacyjny – europejski)
  - Oddział IV (informacyjny – pozaeuropejski)
  - Oddział VII (Rozpoznania Radioelektronicznego)
  - Oddział VIII (Studiów i Oceny Sił Zbrojnych NATO i innych paktów)
  - Oddział IX (Rozpoznania Wojskowego)
  - Ośrodek Informacyjny
  - Wydział Wydawniczy (wydawał m.in. „Wojskowy Przegląd Zagraniczny”)
- Pion techniczny
  - Oddział VI (techniki operacyjnej)
    - Wydział 1 (operacyjny)
    - Wydział 2 (radiowy)
    - Wydział 3 (techniki fotograficznej)
    - Wydział 4 (chemiczny)
    - Wydział 5 (mechaniczny)
- Pion organizacyjny
  - Komitet partyjny
  - Oddział Ogólno-Organizacyjny (prowadził m.in. Bibliotekę Naukową, Archiwum, Kartotekę Personalną)
  - Wydział Attachatów Wojskowych (placówki w Moskwie, Pekinie, Pjongjangu, Bukareszcie, Sofii, Belgradzie, Budapeszcie i Pradze)
  - Wydział Kadrowo-Mobilizacyjny
  - Wydział Łączności Specjalnej
  - Wydział Finansów i Rewizji Finansowo-Materialnej
  - Wydział Administracyjno-Gospodarczy
  - Jednostka Wojskowa 2000

Struktura w latach siedemdziesiątych XX w.
- Pion organizacyjny
  - Wydział Polityczny
  - Oddział II (Organizacyjno-Szkoleniowy)
    - Wydział 6 Kadr
    - Wydział 8 Szyfrów
    - Wydział 7 Rewizji Finansowo-Materiałowej
    - Ośrodek Szkolenia Zarządu II Sztabu Generalnego
- Pion operacyjny
  - Oddział I Germańsko-Skandynawski
  - Oddział III – Attachatów Wojskowych
    - Jednostka Wojskowa 2000

  - Oddział IV – Anglo-Amerykański (Zamorski)
  - Oddział VIII Romański
  - Oddział X Terenowy
  - Oddział XII Studiów Specjalnych
  - Oddział XIII – Agenturalnego Wywiadu Operacyjnego
    - Wydział 2 AWO Gdańsk
    - Wydział 3 AWO Szczecin
    - Wydział 4 AWO Wrocław
    - Kartoteka Operacyjna
    - Zakład Techniki Specjalnej
    - Wydział „N” (później przekształcony w nieetatowe zespoły „N”)
- Pion informacyjny
  - Oddział V Europejski
  - Oddział IX Studiów
  - Oddział XI Zamorski
  - Oddział XIV Wydawniczy
  - Oddział XV Wojskowy Przegląd Zagraniczny
  - Oddział XVII Informacji Technicznej
  - Oddział XX Operacyjnego Przygotowania Terenu
  - Oddział XXIV Naukowej Informacji Wojskowej
  - Oddział XXVII Dyżurnej Służby Informacyjnej
- Pion rozpoznania wojskowego
  - Oddział XIX Rozpoznania Wojskowego
  - Oddział VII – Rozpoznania Radioelektronicznego
  - Oddział XVI Dekodażu
  - Oddział VI – Techniczny
  - Oddział XXVIII Automatyzacji i Mechanizacji (Informatyki)
  - Wydział 5 – Kontroli Maskowania i Promieniowania Radioelektronicznego
- Pion administracyjny
  - Oddział XXIII Łączności
  - Wydział 9 – Finansów i Rozliczeń Dewizowych

Struktura w latach osiemdziesiątych XX w.
- Pion organizacyjny
  - Wydział Polityczny
  - Oddział I Organizacyjno-Mobilizacyjny
  - Oddział II Kadr i Szkolenia
  - Wydział 7 Kontroli Gospodarczej
  - Wydział 10 Współpracy z Zarządami Wywiadowczymi Państw Stron Układu Warszawskiego
- Pion operacyjny
  - Oddział „A” Agenturalnego Wywiadu Operacyjnego
- Oddział „C” Stołeczny
  - Oddział „K” Krajów Europejskich
  - Oddział „P” Krajów Pozaeuropejskich
  - Oddział „Y” Agenturalnego Wywiadu Strategicznego
  - Oddział III Attachatów Wojskowych
  - Oddział XII Studiów Specjalnych
  - Wydział 2 AWO Gdańsk
  - Wydział 3 AWO Szczecin
  - Wydział 4 AWO Wrocław
  - Wydział 8 Szyfrów
  - Jednostka Wojskowa 2000
  - Zakład Techniki Specjalnej
- Pion informacyjny
  - Oddział V Europejski
  - Oddział IX Studiów Informacyjnych
  - Oddział XI Zamorski
  - Oddział XIV Wydawniczy
  - Oddział XVII Informacji Technicznej
  - Oddział XX Operacyjnego Przygotowania Terenu
  - Oddział XXVII Dyżurnej Służby Informacyjnej
  - Oddział XXVIII Informatyki
  - Wydział 11 Spraw Polskich i Sojuszniczych
  - Wydział 12 Informacji Audiowizualnej
- Pion rozpoznania
  - Oddział VI Techniczny
  - Oddział VII Rozpoznania Elektronicznego
  - Oddział XVI Dekodażu
  - Oddział XIX Rozpoznania Wojskowego
  - Oddział XXIII Łączności
  - Wydział Kontroli Promieniowania
- Pion administracyjny
  - Wydział 5 Zaopatrzenia Materiałowo-Technicznego
  - Wydział 9 Finansów i Rozliczeń Dewizowych
  - Wydział Administracyjno-Gospodarczy
  - Centrum Szkolenia Wojskowej Służby Zagranicznej

## Jednostka Wojskowa 2000 i „Kursy Specjalne”
W latach 1952–1959 przy Zarządzie I (Operacyjnym), a w latach 1959–1961 przy Zarządzie II Sztabu Generalnego Wojska Polskiego działała Jednostka Wojskowa 2000, powołana rozkazem organizacyjnym Ministra Obrony Narodowej Marsz. Polski K. Rokossowskiego numer 0047 z 2 czerwca 1952. Jej zadaniem było przygotowanie pracowników służby dyplomatycznej i wojska do zadań w przyszłej misji obserwacyjnej w Korei, później w Wietnamie. Personel jednostki liczył 120 osób, z czego 40 to oficerowie Zarz. II, natomiast pozostali pochodzili z MSZ, MSW i Wojskowej Służby Wewnętrznej.
„Kursy Specjalne” Oddziału II (od 15 listopada 1951 roku Zarządu II) Sztabu Generalnego Wojska Polskiego utworzono na podstawie rozkazu organizacyjnego numer 00106 Ministra Obrony Narodowej z 8 września 1950. Początkowo funkcjonowały w Warszawie, następnie w Śródborowie. 29 sierpnia 1957 z powrotem przeniesiono je do Warszawy.
Jedną z osób pełniących służbę w JW 2000 był Julian Konty, ojciec Jolanty Kwaśniewskiej, żony Aleksandra Kwaśniewskiego.

## Żołnierze Zarządu II
Szefowie Zarządu II
- płk Igor Jakowlewicz Suchacki – 1951-1953 (wcześniej szef Oddziału II)
- płk Fiodor Tichonowicz Wiedmied – 1953-1956
- gen. Grzegorz Korczyński – 1956-1965
- gen. Tadeusz Jedynak (p.o.) – 1965
- gen. Włodzimierz Oliwa – 1965-1971
- gen. Bolesław Szczepaniak – 1971-1973
- gen. Czesław Kiszczak – 1973-1979
- gen. Edward Poradko – 1979-1981
- płk Roman Misztal – 1981-1990

Dezerterzy Zarządu II SG
Byli nimi m.in.:
- mjr Seweryn Wilf
- kpt. Marcin Sochaczewski
- ppłk Adam Brandel
- ppłk Jerzy Bryn
- ppłk Kazimierz Stefański
- ppłk Henryk Trojan
- kpt. Mieczysław Skorupiński
- płk Paweł Monat
- por. Włodzimierz Barankiewicz
- mjr Jerzy Sumiński

Doradcy radzieccy
W wywiadzie wojskowym, podobnie jak w analogicznych służbach cywilnych, działali na zlecenie ZSRR „doradcy”. Do końca lat 40 XX w. w jednolitych strukturach wywiadu Departamentu VII/Oddziału II pracowało trzech radzieckich doradców. Jednak już w grudniu 1949 Prezydent RP Bolesław Bierut wystąpił z prośbą do Józefa Stalina o wyznaczenie dalszych czterech. Od marca 1950 dwóch z nich pełniło de facto funkcję zastępców Szefa Oddz. II SG WP. Byli wśród nich m.in. gen.bryg. Konstantin Kasznikow (przyszły Szef Oddziału II) oraz płk Andrzej Biełajew. Po ponownym wyodrębnieniu wywiadu wojskowego od cywilnego zatrudniono kolejnych piętnastu oficerów radzieckiego wywiadu wojskowego – GRU. Stali oni na kierowniczych stanowiskach Oddziału (następnie Zarządu II) aż do 1955. 14 listopada 1950 obowiązki Szefa Oddziału II ponownie objął Rosjanin – gen. bryg. Konstantin Kasznikow.
Do końca 1955 zwolniono większość Rosjan z wysokich stanowisk w Zarządzie II, trzech zachowało jeszcze status doradców do grudnia 1956. Od tego momentu kierownicze stanowiska w Zarządzie ponownie zajmowali oficerowie polscy. Radziecką obecność ograniczono do jednego oficera łącznikowego radzieckiego wywiadu wojskowego GRU w Ambasadzie ZSRR w Warszawie oraz przejściowo, do końca 1957, jednego na etacie Zarządu II. Od maja 1955 stanowiska doradców w Zarządzie II pełnili płk Sebastian Poljaszenko, płk Wasyl Konstantinow i płk Grzegorz Gołowoczenko.
Od 1956 funkcję oficera łącznikowego GRU przy Ambasadzie ZSRR sprawował wcześniejszy doradca szefa Oddziału II Sztabu Głównego Marynarki Wojennej komandor Igor Amosow.
Do końca grudnia 1957 na etacie polskiego wywiadu wojskowego pozostawał płk Lew Siergiejew – ostatni oficer radziecki.